# Juillet 2010

## Faits marquants
- 1er juillet :
  - inauguration du stade MMArena au Mans ;
  - diffusion de la saison 2 de Black Butler (Kuroshitsuji) au Japon sur TBS .
- 3 juillet : départ du Tour de France 2010 de Rotterdam (arrivée le 25 juillet).
- 4 juillet :  élection présidentielle en Pologne (2e tour).
- 11 juillet :
  - 20e anniversaire de la Crise d'Oka ;
  - éclipse solaire totale (Pacifique Sud, Amérique du Sud) ;
  - En Afrique du Sud, la Finale de la Coupe Du Monde 2010 opposant l'équipe du Pays-Bas face à l'Espagne (cette dernier finit gagnante)
- 14 juillet :
  - un violent orage s'abat sur la Belgique ;
  - à l'occasion du cinquantenaire des indépendances africaines, les troupes de treize anciennes colonies françaises défilent sur l'avenue des Champs-Élysées lors du traditionnel défilé militaire français ;
  - Hannelore Kraft est investie Ministre-présidente de Rhénanie-du-Nord-Westphalie au second tour de scrutin, prenant la tête d'un gouvernement minoritaire de coalition rouge-verte. C'est la première fois depuis 2001 qu'un social-démocrate succède à un chrétien-démocrate à la tête d'un gouvernement, et qu'une femme prend la tête du Land le plus peuplé d'Allemagne.
- 17 juillet : le 95e congrès mondial d’espéranto s’ouvre à La Havane, jusqu’au 24 juillet. Il a pour thème « Rapprochement des cultures ».
- 21 juillet : le 41e anniversaire de l'alunissage d'Apollo 11 (la première mission habitée à se poser et marcher sur la Lune) le 21 juillet 1969.
- 22 juillet : Exécution par AQMI de l'otage français Michel Germaneau au Mali.
- 24 juillet : début du Championnat Européen de Jeu de go, à Tampere, Finlande .
- 25 juillet : année sainte compostellane.

## Culture

### Cinéma

#### Films sortis en France en juillet 2010
- 7 juillet :
  - Twilight, chapitre III : Hésitation

- 14 juillet :
  - Toy Story 3
  - Predators
  - L'Italien

- 21 juillet :
  - Inception
  - City of Life and Death
  - Il était une fois dans l'Ouest

- 28 juillet :
  - Night and Day
  - Phénomènes paranormaux
  - Millénium 3 : La Reine dans le palais des courants d'air

#### Films sortis au Québec en juillet 2010
- 9 juillet :
  -  Détestable moi 
  -  l'apprenti sorcier